# 鹅肌肽
鹅肌肽是一种含氮有机化合物，化学式C
10H
16N
4O
3，可看作是β-丙氨酸与3-甲基组氨酸形成的二肽，是肌肽的甲基化衍生物。